# Шлеин, Николай Павлович
Никола́й Па́влович Шле́ин (20 ноября [2 декабря] 1873, Кострома — 1952, Кострома) — русский художник, заслуженный деятель искусств РСФСР (1946).

## Биография
Родился 20 ноября (2 декабря) 1873 года в Костроме и 25 ноября того же года был крещён в Богоотцовской церкви. Восприемниками (крестными) стали крестьянин деревни Хомутово Сараевской волости Нерехтского уезда Костромской губернии Василий Васильевич Шишов и солдатка из деревни Володино Марьинской волости Нерехтского уезда Костромской губернии Анна Абрамовна Егорова.
Начальное образование получил в частной школе Е. Н. Филиповой, а позднее учился в Костромском реальном училище, где учитель рисования Рафаил Семёнович Сорокин (1838—1900) отметил у мальчика способности к изобразительному искусству. По окончании реального училища был направлен родителями в Москву, в Строгановское центральное училище технического рисования, однако, в училище не поступил, написав в письме матери: «Из рисования экзамен я не выдержал, при всех науках выдержал, но рисование погубило меня, я не принят … Если вы любите меня, то… умоляю вас, не берите меня в Кострому, дайте мне возможность избавиться от насмешек людей, окружающих вас, верьте мне, что я приложу старания и стану заниматься усердно». В 1888 году поступил в Московское училище живописи, ваяния и зодчества, окончив учёбу с большой серебряной медалью и званием классного художника за конкурсную картину «Неизвестный» (1900). В 1889 году как медалист, в числе шести лучших учеников, Н. П. Шлеин был принят в мастерскую портретной живописи, открывшуюся при училище, где обучался портретному мастерству у В. А. Серова. За работу «Кисть руки» (1892) он получает премию П. М. Третьякова и его освобождают от платы за обучение. Учитель Шлеина К. А. Савицкий разрешает молодому художнику в свободное время, вечерами, проводить частные уроки: готовить учеников для поступления в Московское художественное училище в связи с чем тот получает свой первый заработок.
В 1901 году поступил в Высшее художественное училище при Императорской Академии художеств в мастерскую профессора В. Е. Маковского, по окончании которого 31 октября 1903 года «за отличные познания в живописи и научных предметах […] удостоен звания художника, с присвоенным этому званию […] правом на чин X класса при поступлении на государственную службу и с правом преподавания рисования в учебных заведениях, в уверение чего дан Шлеину сей диплом…». В Императорской Академии художеств он также прошёл Педагогические курсы по классу чистописания и «методике этого предмета», выдержал экзамен и получил право преподавать чистописание в учебных заведениях.
В 1904 году художник вернулся в Кострому, где в собственном доме по Еленинской улице № 52 открыл художественный класс живописи и рисования. Школа Шлеина считалась одной из ведущих школ России и к 1924 году имела три основных курса, по окончании которых учащиеся получали звание учителя рисования.
В 1910 году художник совершил заграничную поездку в Италию, где на острове Капри написал одну из своих лучших работ — портрет А. М. Горького.
С 1912 года художник преподавал в Смольяниновской женской гимназии, в Костромской общественной мужской гимназии, занимался активной общественной деятельностью: являлся присяжным заседателем (1907) и гласным Костромской городской Думы (1913). Был членом Костромского научного общества по изучению местного края (КНОИМК). Художник стал одним из основателей отдела изобразительного искусства при Костромском краеведческом музее.
В 1919 году Н. П. Шлеин возглавляет Костромскую государственную свободную художественную мастерскую.
В середине 1937 года, в связи с арестом костромских художников Александра Балакирева, Константина Сакса, Бориса Царнаха, Сергея Макарова, Геннадия Трегубова, Николая Соболева, Александра Лихачева, Михаила Баженова и Константина Плотникова, по заявке из НКВД, сделал экспертное заключение ряда их работ, в том числе написав: «Портрет товарища Сталина… исполнен антихудожественно, сделан неправильный подбор цвета лица, что создает впечатление кровоподтеков и вид пролома на левом виске лица… Написанная картина совхоз „Караваево“ исполнена также антихудожественно: извращена действительность в фигурах животных (коров), в фигуре доярки разные руки, нездоровый намек на ноги и скверно написано лицо». На основании этой экспертизы, восемь из девяти художников (Константин Плотников умер в марте 1942 года в лагере) были расстреляны.
В 1944 году собственная Художественная студия художника была преобразована в Костромское художественное училище. В 1946 году на базе училища была создана детская художественная школа. Под руководством Н. П. Шлеина получили художественное образование лауреат государственной премии Е. Г. Чемодуров, заслуженные деятели искусств РСФСР М. С. Колесов и В. А. Кутилин, заслуженный художник РСФСР А. И. Яблоков и др.
Скончался в 1952 году в Костроме и похоронен на городском кладбище «Галичское» (секция 7). Работы художника, после его кончины, были поделены между Костромским изобразительным музеем и художественным училищем.
На могиле художника был установлен памятник из полированного гранита. Решением исполнительного комитета Костромского областного Совета депутатов трудящихся от 25 апреля 1963 года могила художника Н. П. Шлеина на городском кладбище была взята под областную охрану.

## Творчество
В 1900-е годы художником написаны работы «Нашла», «Разбитые мечты», «В приемном покое», «С прошением», «Народная учительница», «Березки над водой» и другие. Он сформировался как убежденный реалист, работающий в традициях поздних передвижников.
В 1918 году совершил поездку в город Плёс, где создал около двух десятков этюдов, на основании которых потом были созданы работы — «Улица в Плесе», «Пристань на Волге», «Дом в Плесе», «Плес» и другие.
В первые годы после Октябрьской революции художник создает портреты А. В. Луначасркого (1919), Демьяна Бедного, Л. Б. Красина, М. Н. Покровского. Наряду с жанровыми картинами «Утренняя зарядка», «Красноармейцы на отдыхе», «Тихо» (1942), пишет портреты — «Комсомолка» (1937), «Орденоноска К. Быкова», ученый С. И. Штейман, народный артист РСФСР В. И. Касторский и другие. В годы Великой Отечественной войны создает портреты Героев Советского союза — летчика И. Красноюрченко, генерал-лейтенанта В. М. Филичкина.
Работы художника — портреты, пейзажи, жанровые сцены — хранятся в музейных собраниях Москвы, Хабаровска, Иваново, Ярославля, Костромы, в частных коллекциях, в Государственном музее Швеции в Стокгольме.
персональные выставки
- Кострома (1935)
- Иваново (1935)
- Кострома (1940)
- Ярославль (1940)
- Москва (1940)
- Кострома (1952, посмертная выставка в связи с кончиной художника)
- Кострома (1973, к 100-летию со дня рождения, здание областного художественного музея)
- Кострома (2013, в честь 140-летия со дня рождения, в музее художественно-графического факультета КГУ им. Н. А. Некрасова и «Н. П. Шлеин и его ученики» в Романовском музее[13])

## Память
- 4 ноября 1972 года постановлением Совета Министров РСФСР имя Н. П. Шлеина было присвоено созданной им детской художественной школе № 1 (Постановления Совета Министров РСФСР за ноябрь 1972 г. — [М., 1972]).
- В 2008 году губернатором области учреждена областная премия имени Н. П. Шлеина в сфере изобразительного искусства.
- 20 ноября 2013 года, в честь 140-летия со дня рождения художника, на фасаде здания Детской художественной школы № 1 им. Н. П. Шлеина была открыта мемориальная доска её основателю[14].

## Семья
- Отец — Павел Петрович Шлеин (иногда — Шлейн), унтер-офицер 52-го пехотного походного полка, вышел в отставку. В 1885 году решил открыть трактирное заведение в собственном доме, расположенном в городе Костроме на Еленинской улице (ныне ул. Ленина), и обратился в конце октября того же года с прошением в Костромскую городскую управу[15]. Через три дня управа выдала свидетельство об отсутствии препятствий к открытию заведения, поскольку П. П. Шлеин в числе судимых не значился и долгов по уплате податей с мещан города Костромы не имел[16].
- Мать — Агния Васильевна Шлеина, родилась в Нерехтском уезде, отличалась глубокой религиозностью.
- Жена — Лидия Константиновна Шлеина